# 流求國
流求國，又稱琉求，是唐朝史家魏徵和令狐德棻等在《隋書·東夷》和《隋書·卷64 陳稜》中所提到在隋朝時期位於東方海上的一個島國，其住民被倭人稱作夷邪久國人。根據該史料的記載，在7世紀初（大業年間），隋煬帝得知此島後派遣兩名武將到流求國招降，當地人反抗但被擊敗，大王歡斯渴剌兜及小王都被殺，其住民的數千名男女被捕回隋。後來此島的相似名稱「瑠求」出現在元朝時期，載於《元史·外夷三》、《元史·世祖十三》和《元史·成宗三》。
元世祖至元二十八年九月，曾遣使自澎湖巡檢司出发宣撫瑠求，渡海遇到一个「山长而低者」的地方，使臣認定到達瑠求，但跟當地人語言不通，登陸的兩百餘人中有三人遭到殺害，無功而返。元成宗元贞三年二月，福建省平章政事高兴言：「今立省泉州，距瑠求为近，可伺其消息，或宜招宜伐，不必它调兵力，兴请就近试之。」九月，高兴遣省都镇抚张浩、福州新军万户张进赴瑠求国，生擒一百三十余人而返。第二年正月，又将所俘瑠求人放回，要他们歸顺元朝，此後不了了之。元朝汪大淵的《島夷志略》則稱「琉球」，文中提及「自彭湖望之甚近」，對於琉球峙山的描述被認為是指今高雄的壽山，並略述其地的物產（其中硫磺與臺灣早期的物產相對應）和原住民的生食人肉之類習俗。
法國學者圣第尼於1874年認為這個流求國就是今天的臺灣，可能是依循《元史·琉求》的記載「在南海之東。漳泉興福四界內彭湖諸島，與琉求相對」。梁嘉彬在1958年發表〈吳志孫權傳夷洲亶洲考證〉，以東洋針路、季風、洋流等佐證質疑吳國發現臺灣的說法，提出隋代的流求應是指今天的琉球群島，這是最早提出來的反對觀點。另有史明等認為，當時隋代的流求應該是泛指琉球群島及台灣等，中國以東海中的一連串島嶼。

## 《隋書》上的記載
隋煬帝征討流求一事，詳見於《隋書》卷81〈東夷列傳〉46〈流求國傳〉、以及同書卷64〈列傳〉29〈陳稜傳〉。其大致經過如下：
大業元年（605年），海師何蠻等，每春秋二時，天清風靜，東望依希， 似有煙霧之氣， 亦不知幾千里。三年（607年），煬帝令羽騎尉朱寬入海求訪異俗，何蠻言之，遂與蠻俱往，因到流求國。言不相通，掠一人而返。明年，帝復令寬慰撫之，流求不從，寬取其布甲而還。時倭國使來朝，見之曰：「此夷邪久國人所用也。」帝遣武賁郎將陳稜、朝請大夫張鎮州率兵自義安浮海擊之。至高華嶼，又東行二日至鼊嶼，又一日便至流求。初，稜將南方諸國人軍，有崑崙人頗解其語，遣人慰諭之，流求不從，拒逆官軍。稜擊走之，進至其都，頻戰皆敗，焚其宮室，虜其男女數千人，載軍實而還。自爾遂絕。（〈流求國傳〉，引自楊麗祝 nd）
大業三年，陳棱拜武賁郎將；後三歲（即大業六年，610年），與朝清大夫張鎮州發東陽兵萬餘人，自義安泛海，擊流求國，月餘而至。流求人初見船艦，以為商旅，往往詣軍中貿易。（〈陳稜傳〉，引自中國網 2001）
簡單來講，煬帝總共征討過流求三次。第一次是607年，因為語言不通，所以只「掠一人而返」。次年，再令朱寬第二次進擊，但也僅「寬取其布甲而還」。而當時倭國使者來朝，看了後說：「這是夷邪久國（二種說法：一說可能為日本九州屋久島（日语：やく島），但原文為夷邪久國，而非邪久國。且鼊嶼係澎湖離島（引自譚其驤1987，21-22），由此出發，不可能一日即達九州或琉球群島。）」第三次則是在610年，由陳稜和張鎮州領軍，是一次相當大規模的軍事行動，「虜其男女數千人」而返。
文中之崑崙人，疑指唐文獻中所指稱的崑崙奴（南洋群島或南亞人士）。臺灣原住民為南島語系，與東南亞諸民族概同，故文曰「有崑崙人頗解其語」。然日本九州與琉球群島使用的語言屬於日本-琉球語系，和南島語系缺乏同源詞、相互理解性極低，完全無法相通，也不能與任何東南亞語言相通，語言上的證據使得流求國指涉到今日琉球群島或日本列島的可能性大幅降低（但無法排除琉球群島與台灣原住民族所使用布甲款式相似的可能性）。此外，自古以來也從未有以崑崙人稱呼朝鮮、倭國等東夷民族（請參見古地圖：鼊嶼、義安、邪久國等地理位置）。

## 幾種既存的解釋
《隋書》所記載的流求，其所指究竟為今天的台灣，或者是琉球，或者甚至是其他的地方，一直是台灣史學界長久以來爭論的問題。曹永和認為「聚說紛紜，各持己見，至今仍時有爭論」。史明總結眾多學者對於流求的各種不同解釋，認為結果可以歸為以下三種不同的說法：
1. 指今日台灣；
2. 指今日琉球群島；
3. 當時所謂流求者，泛指琉球群島、台灣等西太平洋中的一連串島嶼。

《隋書·流求國》上所記載之流求人的習俗，似乎是與台灣原住民的文化比較接近。然細讀《隋書》卷八十一列傳第四十六有關流求國約千字的描寫敘述，指出的當地原住民生活型態以及女子出嫁時「鑿齒」的習俗，與平埔族中的巴則海族相近，但是仍有學者不認同是指台灣原住民。
「流求」這個在隋代所使用的名稱，一直到宋代還被繼續使用，然後再到元代也仍然存在這個名稱，只是改寫為「琉求」或「瑠求」。在中國史書的記載上，有不同意這種將「流求」視為是台灣的見解。其中有的認為隋代的這個「流求」是現在的琉球，並不是台灣，支持第一種說法的著作，以刊行於1737年的清朝官方史書《福建通志》（郝玉麟監修；謝道承等編纂）為代表。
此外，也有更多的著作，雖然並未宣稱隋代的這個「流求」是現在的琉球，但是卻對「將隋代流求視為台灣」的這種見解，抱持著相當不以為然的態度。清代朱景英所著的《海東札記》、以及清代林豪所著的《澎湖廳誌》，都對這種見解提出相當程度的質疑。在陳衍（1856年-1938年）所著的《台灣通紀》中，他這樣描述：「隋大業中，虎賁將陳稜一至澎湖，東向望洋而返」（見陳衍 1961，51）。就這段文字來看，陳稜雖然抵達了澎湖，但是並未再繼續前進而立刻折返。也就是說，他根本未曾遠征過台灣。但隋書陳稜傳中，已載明陳稜曾渡海至流求；從何得見陳稜僅出海一次？若又有文獻記載陳稜立於義安海邊東望，是否解為陳稜從未出海？林豪所言，以偏蓋全。《宋史》『外國列傳』中認為流求國位於泉州以東，與彭湖相望:35；史明則以為流求者，泛指琉球、臺灣及大陸東方一連串島嶼之解，頗有見地。此外，清代的陸應陽於1686年所著的《廣興記》〈琉求傳〉中，也有以下這段文字：

國王有三，中山王、山南王、山北王，漢魏以來不通中華。隋大業時，遣羽騎朱寬，訪求異俗，始至其國，言語不通，掠一人以還。歷唐宋元未朝貢。至明洪武初，三王皆遣使朝貢，後止。中山王來朝，而許王子及陪臣子來遊大學，蓋山南山北二王相併。……澎湖近福州郡界，天氣晴朗時，望之隱然在煙霧之中……。

陸應陽的這段話語焉不詳，反而和琉球群島歷史上的「三山時代」與文中的其所描述的三個王國相符，顯然不是指台灣。
從以上的這些證據來看，我們很難有一個明確的結論，可以判斷隋代的流求國到底指的是現今的那一個地方。彭明敏和黃昭堂認為，「以流求（琉求）指現在的琉球而非指台灣，是從明末開始的」，因為根據《元史·琉求》，依地理位置來看，元史提到琉求靠近澎湖，不可能從澎湖跨過台灣直接到琉求島。彭明敏與黃昭堂認為一直要到明末以後，中國的漢人才對琉球群島和台灣的區別，有比較清楚的認識，也開始把現在的琉球稱為「大琉求」，而台灣本土則被叫做是「小琉求」(今日台灣的西南角海上也有個小島名叫「小琉球」)。
史明認為「隋代的流求」不能說只是指台灣島，而應該採取第三說，即認為「流求」乃是包括現今琉球群島和台灣等島嶼的總稱，比較恰當。
這種對「流求等同於台灣」之說法的質疑，也可以在不少當今學者的著作中找到，比如說幣原坦（1938）、郭弘斌（2003）、康才媛（2001）、賴福順（2000）以及張士丞（1971）等。
明朝嚴從簡在《殊域周咨錄》中亦言：「《祖訓》中載有大琉球、小琉球之別。小琉球不通往來，未嘗入貢，則今之奉敕封為中山王者，乃大琉球也。」明太祖於《皇明祖訓》載明正南偏東的「不征之國」包括大琉球（琉球國）與「不通往來，未嘗入貢」的小琉球，後者是否指臺灣仍未明確。
不過到了明朝中葉，「流求」的名稱逐漸消失在史冊中，反而出現「琉球」、「東番」這兩個地名，其中「東番」已確定就是今日台灣（見陳第《東番記》與沈有容的相關資料，清代的郁永河也繼承其說）。

## 引用
1. ↑  楊麗祝該文收錄有完整的〈流求國傳〉，可以參考。
2. ↑  該引文將「陳稜」誤寫為「陳棱」
3. ↑  曹永和（1979年），第5页
4. ↑  史明（1980年），第26页
5. ↑  史明（1980年），第26-27页
6. 1 2  彭明敏 & 黃昭堂（1995年）
7. ↑  朱景英（1958年），第1页
8. ↑  林豪（1963年），第53页，第一冊
9. ↑  台灣銀行經濟研究室編輯. . 國史館台灣文獻館. 1996-09-01. ISBN 9570079894.
10. ↑  史明（1980年），第27页
11. ↑  史明（1980年），第27-28页

## 延伸阅读
[在维基数据编辑]
 《北史·卷094》，出自李延壽《北史》
 《隋書·卷81》，出自魏徵《隋书》
 《元史/卷210》，出自宋濂《元史》

## 外部連結
- 史明：流求 （页面存档备份，存于）
- 魏征、令狐德等：隋書 卷一至五；紀 卷一至五